# Apotropina purpurascens
Apotropina purpurascens är en tvåvingeart som först beskrevs av Malloch 1930.  Apotropina purpurascens ingår i släktet Apotropina och familjen fritflugor.
Artens utbredningsområde är Samoa. Inga underarter finns listade i Catalogue of Life.